# Roger Kumble
Roger Kumble est un réalisateur et scénariste américain né le 28 mai 1966 à Harrison, dans l'État de New York.

## Filmographie

### Comme réalisateur
- 1999 : Sexe Intentions (Cruel Intentions)
- 2000 : Sexe Intentions 2 (Cruel Intentions 2) (vidéo)
- 2002 : Allumeuses ! (The Sweetest Thing)
- 2003 : Out of Order (feuilleton TV) (un épisode)
- 2005 : Just Friends
- 2006 : Untitled Brad Copeland Project (TV)
- 2008 : Papa, la Fac et moi (College Road Trip)
- 2010 : La forêt contre-attaque (Furry Vengeance)
- 2019 : Falling Inn Love
- 2020 : After : Chapitre 2 (After We Collided)
- 2023 : Joli désastre (Beautiful Disaster)

### Comme scénariste
- 1994 : Unveiled, de William Cole
- 1995 : Alarme totale (National Lampoon's Senior Trip), de Kelly Makin et Alan Smithee
- 1998 : Jeu d'espionne (Provocateur), de Jim Donovan
- 1999 : Sexe Intentions (Cruel Intentions), de Roger Kumble
- 2000 : Sexe Intentions 2 (Cruel Intentions 2), de Roger Kumble (vidéo)
- 2023 : Joli désastre (Beautiful Disaster)